# Comunicación para el desarrollo
El concepto Comunicación para el desarrollo aparece en el siglo XX y se refiere a toda una serie de estrategias comunicativas que se aplican a los llamados países del Tercer Mundo con el objetivo de mejorar sus condiciones de vida. Se basa en el potencial de los medios de comunicación para conducir al desarrollo económico y, como consecuencia, provocar cambio social. Para ello, se emiten mensajes con fines educativos que iban dirigidos en principio a áreas como la agricultura, sanidad, nutrición, planificación familiar y desarrollo de las áreas rurales, entre otros. Más tarde se incorporaron otras como la ideología marxista, la cultura y la identidad nacional.
No obstante, esto ocasionó que el desarrollo se concibiera  como un proceso unilineal y evolucionista, pues esta visión que se enfoca principalmente en la economía tenía características endógenas y evolucionistas, que ocasionaron una fuerte distinción entre países pobres y ricos, y contraposición entre lo tradicional y lo moderno (Servaes, 2012).

## Historia
La práctica antecedió a la teoría. En el último tercio de la década de 1940 y el primero de 1950 se impulsaron dos iniciativas comunicacionales. 
- Las Radioescuelas de Colombia
- Las Radios Mineras de Bolivia[1]

Es a partir de los años 50, cuando se comienzan a utilizar de manera sistemática los medios de comunicación para fomentar el desarrollo. Tras la Segunda Guerra Mundial aparecen nuevas naciones independientes que se convierten en blanco de las políticas expansionistas de las potencias mundiales en el terreno económico. Los países del Tercer Mundo, serán los objetivos fundamentales de los planes de desarrollo que se comienzan a elaborar desde las organizaciones internacionales como la ONU, el Banco Mundial, UNICEF, UNESCO, PNUD, FAO etc, donde la herramienta clave eran los medios de comunicación.
La comunicación para el desarrollo alude al tipo de comunicación que debe estar intencionalmente dirigida y sistemáticamente planificada a la consecución de cambios concretos en la sociedad, en las instituciones y los individuos. Cuando la comunicación está ligada al desarrollo, nos dice la peruana Rosa María Alfaro, lo hace no sólo como aporte auxiliar y metodológico, sino como objeto mismo de transformación de la sociedad, constituyéndose, por lo tanto, en medio y fin.
Los primeros proyectos que se promovieron durante la década de 1960, a través de distintos organismos internacionales (Unesco, PNUD, Unicef, entre otros), perseguían el desarrollo económico y social de América Latina. La idea fundamental que guiaba la acción de esos proyectos, era la de conseguir mejorar las infraestructuras comunicativas, para asegurar que las campañas en salud, agricultura, educación formal y demás llegasen a todos los sectores sociales, y en consecuencia, se impulsaba la transformación económica y social de la región. Y precisamente con el objetivo que los mensajes llegasen a todas las capas sociales, los organismos Internacionales apostaron por sistemas de comunicación de masas. En este sentido, y según Hamid Mowlana, el fracaso de tales ambiciones se explicaría por dos razones:
1. Se impulsó la transferencia de conocimiento a través de los medios de comunicación de masas sin tener en cuenta el fuerte nivel de desigualdad social de los países de la región. Este es llamado "modelo liberal-causal" por Hamid Mowlana y Laurie J. Wilson.
2. Se relativizaron o menospreciaron las formas tradicionales de comunicación de las sociedades y pueblos.

Mowlana y Wilson describen tres modelos de comunicación para el desarrollo:
1. Modelo marxista-socialista que consideraban a la comunicación como una parte integral de la teoría política.
2. Modelo ideológico como un elemento esencial del proceso de desarrollo.
3. Modelo monístico-emancipatorio en donde se cuenta con la capacidad de los propios afectados para intervenir sobre su entorno, partiendo de las necesidades específicas de cada comunidad, y sobre todo, concediéndoles la capacidad de poder definir el tipo de desarrollo social y económico más adecuado a sus necesidades, rompiendo viejas tutelas occidentales, más preocupadas por establecer una única forma de conseguir el progreso social, basándose en criterios pura y estrictamente económicos. Un ejemplo dentro del modelo monístico-emancipatorio es el desarrollo alternativo y comunicación participativa.

## Tipología
El boliviano Luis Ramiro Beltrán clasifica las experiencias de comunicación y desarrollo en:
1. Comunicación de Desarrollo, noción de que los medios de comunicación tienen la capacidad de crear una atmósfera pública favorable al cambio, considerada indispensable para la modernización de sociedades por medio del crecimiento económico.
2. Comunicación de Apoyo al Desarrollo, noción de que la comunicación planificada y organizada, masiva o no, es un instrumento clave para el logro de las metas prácticas de instituciones y proyectos específicos que buscan el desarrollo.
3. Comunicación Alternativa para el Desarrollo Democrático, noción de que al expandir y equilibrar el acceso y la participación de la gente en el proceso de comunicación, masiva o interpersonal, el desarrollo debe asegurar además de beneficios materiales, justicia, libertad y gobierno de la mayoría.
4. Comunicación-Desarrollo o Comunicación con Desarrollo. Adalid Contreras añade una cuarta dimensión, cuando la comunicación se enriquece con los estudios de recepción y consumo cultural, diseñando un paradigma que valora las mediaciones en la apropiación y uso de mensajes desde la complejidad de las culturas.

## Modelos para el desarrollo en América Latina
En América Latina existen tres modelos fundamentales de Comunicación para el desarrollo cuyo enfoque varía dependiendo de la concepción del desarrollo en que se está basado y de la función que se considera que deben tener los medios de comunicación en este proceso. Estos son:  Modelo Liberal-Causal, Modelo Marxista-Socialista y Modelo Monístico emancipatorio.   
Modelo Liberal-Causal: Establece una relación causa efecto entre comunicación y desarrollo. Supone que la introducción de tecnología y la emisión de determinados mensajes tendrían un efecto directo en el crecimiento económico: crearían una motivación por el cambio y la innovación, que, a la larga, daría lugar al cambio de la sociedad tradicional a la moderna. La propuesta de desarrollo, por tanto sería el cambio hacia una sociedad occidentalizada y capitalista. 
Modelo Marxista Socialista: Aunque mantiene la relación directa entre comunicación y desarrollo, difiere de la anterior en la función que se le da a los medios en el proceso. Estos se consideran como elementos claves en la difusión de la ideología por lo que serán utilizados para la propaganda política y la movilización de las masas. 
Modelo Monístico emancipatorio: En este modelo los medios de comunicación y la tecnología aparecen como herramientas necesarias para el desarrollo pero no suficientes para provocar el cambio social. Se centra más en las necesidades concretas de las poblaciones a las que va dirigida, fomentando la participación de estas en la elaboración de los propios proyectos de desarrollo. También utiliza los recursos locales, combinando medios de comunicación tradicionales de menor alcance (micromedios) con los medios de comunicación de masas, a fin de lograr una transmisión más efectiva de la información ajustada a sus destinatarios. Además de favorecer el desarrollo económico y político, se centra en proporcionar autonomía e identidad  a las naciones fomentando su desarrollo social y cultural.